# بازده سلاح هسته‌ای

نمودار لگاریتمی از مقایسه بازده (بر حسب کیلوتن) و جرم (بر حسب کیلوگرم) انواع سلاح‌های هسته‌ای ساخته شده توسط ایالات متحده.

بازده انفجاری سلاح هسته‌ای مقدار انرژی آزاد شده هنگام انفجار آن سلاح هسته‌ای است که معمولاً به صورت هم‌ارز TNT بیان می‌شود (جرم معادل استاندارد تری‌نیتروتولوئن که اگر منفجر شود، همان میزان انرژی را تولید می‌کند). این مقدار ممکن است به صورت کیلوتن (kt—هزار تن TNT)، مگاتن (Mt—میلیون تن TNT)، یا گاهی به صورت تراژول (TJ) بیان شود. بازده انفجاری یک تراژول برابر با ۰٫۲۳۹ کیلوتن تی‌ان‌تی است.